# Camponotus nigriceps
Camponotus nigriceps (лат.) — вид муравьёв рода Camponotus из подсемейства формицины (Formicinae). Эндемик Австралии, широко распространённый на юге и юго-востоке материка. Встречается в основном в засушливых регионах, собирают корм в основном ночью. Размеры рабочих и солдат варьируют от 6 до 12 миллиметров, а матки достигают 16 миллиметров.

## Распространение и экология
Черноголовый сахарный муравей Camponotus nigriceps обитает в большинстве австралийских штатов. Ареал вида ограничен севером и юго-востоком Квинсленда и широко распространен по всей Австралийской столичной территории. Он также широко распространен в Новом Южном Уэльсе и Виктории, но не встречается на северо-западе Нового Южного Уэльса и юго-востоке Виктории. В Южной Австралии он обычно встречается в юго-восточных регионах и реже на северо-западе. Популяции присутствуют в Западной Австралии, но их нет ни в северных регионах штата, ни на Северной территории.
Camponotus nigriceps в основном живут в засушливых регионах, включая сухие склерофитовые леса или открытые территории, особенно часто на пастбищах. Другие предпочтительные среды обитания включают кустарниковые заросли, эвкалиптовый лес и лесной массив из казуарины Casuarina cristata на высотах 241—319 метров. Гнёзда находятся в латеритной почве на возвышенностях, в окружении высоких эвкалиптовых деревьев. Гнезда также можно найти в больших насыпях или под камнями. Иногда, в кедровых лесах в больших холмиках, занятых мясным муравьем (Iridomyrmex purpureus), обитают и муравьи Camponotus nigriceps.

## Описание

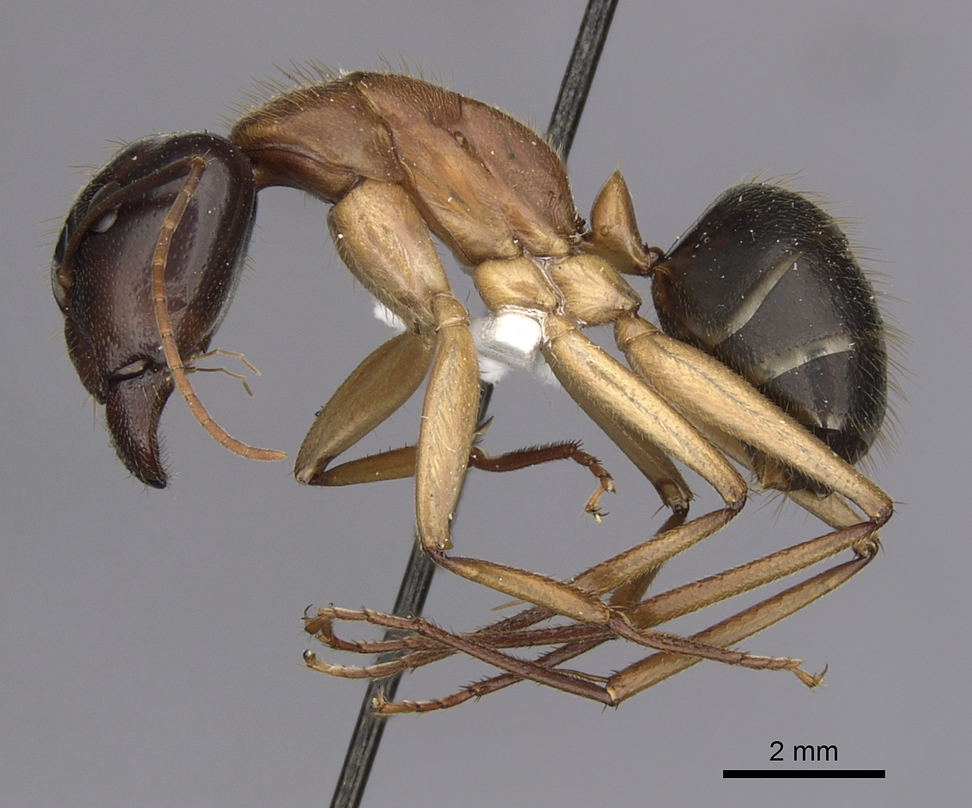
Рабочий в профиль

Муравьи этого вида относительно крупные; это полиморфный вид с двумя кастами рабочих, известными как малые рабочие и крупные рабочие (солдаты). Размеры рабочих и солдат варьируют от 6 до 12 миллиметров. Самцы имеют размер около 12 миллиметров, а матки самые большие — 16 миллиметров. Рабочие и солдаты подвида Camponotus nigriceps lividipes вырастают только до 6—10 миллиметров. Брюшко и грудь у рабочих могут различаться по цвету; брюшко может быть чёрным, коричневым или желтовато-коричневым, а грудь — красновато-коричневой или жёлтой. Рабочие в основном коричневые, со светлыми пятнами, заметными на голове и мезосоме, а их наличник и жвалы ещё темнее; ноги чёрные или коричневые. Характерным признаком служит выступающая форма клипеуса с заострёнными передними углами.

## Биология

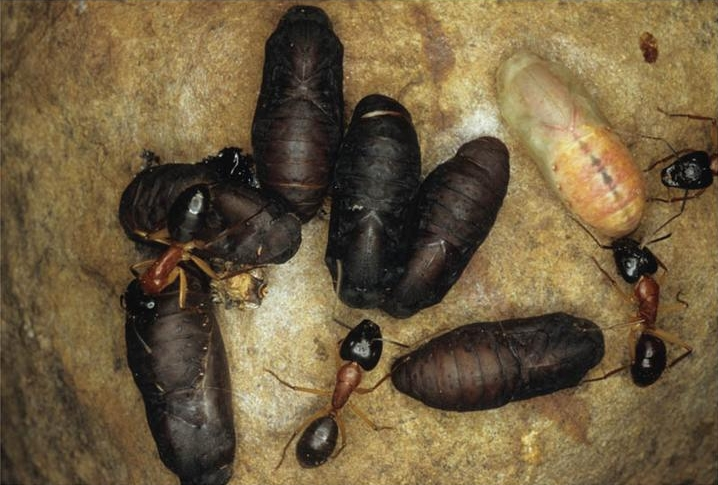
Рабочие муравьи и куколки бабочки-голубянки Ogyris genoveva

Camponotus nigriceps это ночные собиратели пищи. Этот вид иногда считается домашним вредителем, поскольку муравьи могут проникать в дома людей ночью в поисках пищи. В дневное время эти муравьи неактивны и находятся в малоподвижном «полусонном» состоянии, пока не наступит ночь C. nigriceps преимущественно питается сладкими выделениями; насекомые и различные продукты питания в домах людей также потребляются.
Брачный лёт обычно начинается летом (в южной полушарии), а в январе в недавно построенных камерах обнаруживаются молодые матки без выводка. В первые годы основания колонии в ней много солдат, а в более старых колониях может быть рабочая сила, состоящая только из мелких рабочих. Типичная колония может содержать от пяти до семи тысяч особей. Матки этого вида могут жить исключительно долго; в одном случае матка прожила в искусственном лабораторном гнезде до 23 лет, что делает её второй по возрасту зарегистрированной наукой маткой муравьёв Личинки этого вида могут достигать довольно больших размеров; найдены личинки, которые достигали длины 16,4 миллиметра.
Они также опекают гусениц бабочек-голубянок Ogyris idmo и Ogyris genoveva (Lycaenidae). Их гусеницы живут в подземных камерах, построенных муравьями, а ночью они выходят вместе с ними и питаются листьями омелы. Вид Camponotus nigriceps толерантен к мирмекофилам; в муравейниках были обнаружены жуки Ctenisophus morosus (Dynastinae, Scarabaeidae) и Cryptodus paradoxus (Pselaphinae, Staphylinidae), бескрылый сверчок-муравьелюб Myrmecophilus australis (Myrmecophilidae). Среди других насекомых, обитающих внутри гнёзд, отмечены цикадки семейства Cercopidae.
На Camponotus nigriceps охотятся несколько видов птиц и другие хищники. Такие птицы, как рыжебрюхая ложнопищуха, черношапочная манорина (из семейства медососовых), ласточковый сорокопут Artamus cinereus, кустарниковая мухоловка Microeca fascinans и южный австралийский дрозд (из семейства австралийских зарянок) охотятся на этот вид, на что указывает тот факт, что отдельные части тела рабочих были обнаружены в содержимом желудков этих птиц. Среди другие хищников этого вида муравьёв отмечена радужная форель.

## Таксономия и этимология
Вид был впервые описан по голотипу рабочего английским энтомологом Фредериком Смитом в его публикации 1858 года Catalogue of the hymenopterous insects in the collection of the British Museum. Part VI. Formicidae, и в оригинале включён в состав рода Formica. Видовое название nigriceps происходит от латинских слов niger (чёрный) и ceps, сокращенная форма caput («голова») при использовании в составном слове. Спустя несколько лет немецкий энтомолог Юлиус Рогер включил его в состав рода Camponotus.
В 1887 году итальянский энтомолог Карл Эмери описал подвид Camponotus nigriceps lividipes, основанный на коллекции более мелких муравьёв. В 1933 году американский мирмеколог Уильям Мортон Уилер классифицировал черноголового сахарного муравья (так его называют местные жители и англоязычная литература, «Black-headed sugar ant») в качестве подвида полосатого сахарного муравья (Camponotus consobrinus), но позднее снова восстановил его в самостоятельном видовом статусе (это произошло уже в 1934 году).
C. nigriceps включён в состав видовой группы Camponotus nigriceps, которая также включает C. clarior, C. dryandrae, C. eastwoodi, C. loweryi, C. longideclivis, C. consobrinus, C. pallidiceps и C. prostans.

### Комментарии
1. ↑  Отделение энтомологии CSIRO утверждает, что муравей распространен только в Новом Южном Уэльсе[3]